# Llengua umbrá
Ls llengua umbrá, unga ([uŋã]) o umbra (els de la serralada) és una llengua indígena de Colòmbia, encara no classificada, que actualment és parlada pels umbrá, unes cent persones al resguardo indígena d'Escopetera-Pirza, al municipi de Riosucio, Caldas i als corriolss Sardinero i Mápura, corregiment d'Irrá, municipi de Quinchía, Risaralda.
En l'època de la conquesta espanyola aquesta llengua es parlava a tota la regió d'Anserma (/anʃeɾ/ = sal) i se la va arribar a creure extingida, degut d'una banda a la reducció de la població indígena després de la conquesta espanyola i d'altra banda a la concentració forçada de supervivents de diferents pobles indígenes a la Vega de Supía a partir de 1627. No obstant això el 1995 els professors de la Universitat de Caldas Guillermo Rendón i Anielka Galemur van trobar set famílies parlants de la llengua.

## Característiques
L'ordre en l'oració pot ser
- Subjecte Verb Objecte:

[nã: ĩ daʧiíru] {nã:/ĩ/daʧiíru} //jo/sóc/gent// "jo sóc indígena umbrá".
[nã: ʧaɾkĩ ʥíbã:] {nã:/ʧaɾk-ĩ/ʥíb-ã:} //jo/tallar-present/cabdell-acusatiu// "jo tallo el cabdell".
[ĩbá ĩ ĩ ʧimo:ɾ] {ĩbá/ĩ-ĩ/ʧi-mo:ɾ} //pedra/tenir-ser/color-vermell// "la pedra ha de ser vermella.
- Objecte Subjecte Verb:

[kõkũĩtɐbaʧe ãʧú ĩ:ʃí] {kõ-kũĩtɐ-baʧ-e/ãʧ-ú/ĩ:ʃí} //astre-núvol-gran/sol-nominatiu/il·luminar-present// "el sol il·lumina el cel"
L'adjectiu antecedeix al substantiu, que es declina, s'hi ha trobat els casos nominatiu, acusatiu, ablatiu, vocatiu i genitiu. Sufixos e infixos actuen com a marques de gènere i número.
Els pronoms personals són:
[nã:] = "jo"
[nãũ] = "tu
[nãũn] = ell
[nãũĩnõ] = ella
[nã:ĩ:] = nosaltres
[nãũmi] = vosaltres
[nãĩ] = ells
[nãõinoĩ:] = elles
Diferents sufixos verbals serveixen com a marques de manera i temps, per exemple:
/ xũxúɾãi / = "parlar"
[nãũn xuŋuɾa] = ell parla
[nãũn xuŋuɾaéi] = ell va parlar
[nãũn xuŋuɾaɤ] = ell parlarà
Entorn de la paraula parlar [xũxúɾãi] podem veure com es componen diferents lexemes en la llengua umbra:
[xũ] = la parla
[xuŋũ] = saludar
[xũŋuɾã] = veu
[xũŋúãɾka] = pensar (ɐrkã = cap)
[xũŋuɾãɾka] = entendre
[xũŋuɾaɾkai] = enteniment
[xuŋuɾãtá] = pregunta
[xũɾãpɐ̃m] = diàleg, conversa
Altres exemples il·lustratius:
[taɾãn] = mà
[taɾãbá] = braç
[taɾãwãwã] = dits de la mà ([wãwã] = nens)
[taɾɐũsa] = manxol ([-ũsa] = sense-)
[tabɛɾa] = polsera
[ɐɾɐ̃nda] = peu
[ɐɾɐ̃ndawãwã] = dits del peu
[ɐɾɐ̃ndaiã] = cama
[ɐɾɐ̃ndaó] = cuixa
[ɐɾɐ̃ndaá] = genoll
[aɾanbeɾa] = abraçadora per la cama
[aɾandabã:] = cametes
[aɾandaũsa] = coix
[ɐɾɐnʤa:tã] = ball
[ɐɾnʤa:tɐĩ] = ballar
[andarandaĩán] = córrer
[ɐ̃ndanɐ̃ndɐ̃] = caminar a poc a poc
Un aspecte peculiar de la fonètica umbra és la formació de paraules onomatopeiques solament amb consonants o amb sèries de consonants i una o molt poques vocals:
[ʙ̥] = "saliva"
[↓ɬ↑ɬ] = "nas", "fer olor" (↓ɬ = ingresiva fricativa lateral sorda; ↑ɬ = ejectiva = ɬʼ)
[ɲ] (ñ) = agulla
[ks̪ks̪] = "escoltar"
[ʔ̃tⁿtr] = "cor"
[ŋɾmna] = "estómac"
Aquests lexemes independents participen en la composició:
[nãũn ↓ɬ↑ɬéĩ:]= "ell va fer olor"
[atrʔ̃xg] = "accelerar", "encorajar"
[a:trg] = "acceleració", "coratge"
[a:ɛrs] = "accelerat"
[ɲikoni] = cosir
[ɲĩíku:n] = teixir
El lexema per al pronom interrogatiu "qui" també està compost solament per consonants:
[ŋ̊ʔ̃] ="qui?
[de ŋ̊ʔʔ̃ guapaʧã ãtá bũ:] = Amb qui ve Guapacha? ([ãtáĩ] = venir).

## Font
- Rendón, Guillermo (2011) La Lengua Umbra. Manizales: Instituto de Altos Estudios Bókotta. ISBN 978-958-57127-0-6